# Rhododendron trichanthum
Rhododendron trichanthum là một loài thực vật có hoa trong họ Thạch nam. Loài này được Rehder miêu tả khoa học đầu tiên năm 1945.